# Bima-Sumba jezici
Bima-Sumba jezici, podskupina centralnih malajsko-polinezijskih jezika raširenih na području indonezijske provincije Nusa Tenggara Barat (Zapadna Nusa Tenggara). Obuhvaća jezike ende-lio (4) i 23 druga individualna jezika. 
Predstavnici su: anakalangu [akg]; bima [bhp]; dhao [nfa]; kambera [xbr]; kepo’ [kuk]; kodi [kod]; komodo [kvh]; lamboya [lmy]; laura [lur]; mamboru [mvd]; manggarai [mqy]; ngad’a [nxg]; istočni ngad’a [nea]; palu’e [ple]; rajong [rjg]; rembong [reb]; riung [riu]; rongga [ror]; sabu [hvn]; so’a [ssq]; wae rana [wrx]; wanukaka [wnk]; weyewa [wew]
U ende-lio jezike pripadaju: ende [end]; ke’o [xxk]; li’o [ljl]; nage [nxe]

## Vanjske poveznice
- Ethnologue (14th)
- Ethnologue (15th)